# Alvaneu
Alvaneu (en romanche Alvagni) era una comuna suiza del cantón de los Grisones. El 1 de enero de 2015 se fusionó con las antiguas comunas de Alvaschein, Mon, Stierva, Tiefencastel, Brienz/Brinzauls y Surava para constituir la nueva comuna de Albula/Alvra.

## Lengua
La lengua tradicional del pueblo fue hasta mediados de siglo XIX el retorromano. En 1880 el 80,1% de la población hablaba esta lengua. Fue a partir de principios del siglo XX que la lengua fue perdiendo importancia: en 1910 todavía un 70% hablaba romanche, en 1941 ya no eran sino el 56%, en 1970 47.03%, en 1980 41,42%, 28,68 en 1990 y 16,87% actualmente. Estos porcentajes nos indican la forma en que el romanche está desapareciendo en la región, mientras que el alemán la conquista.

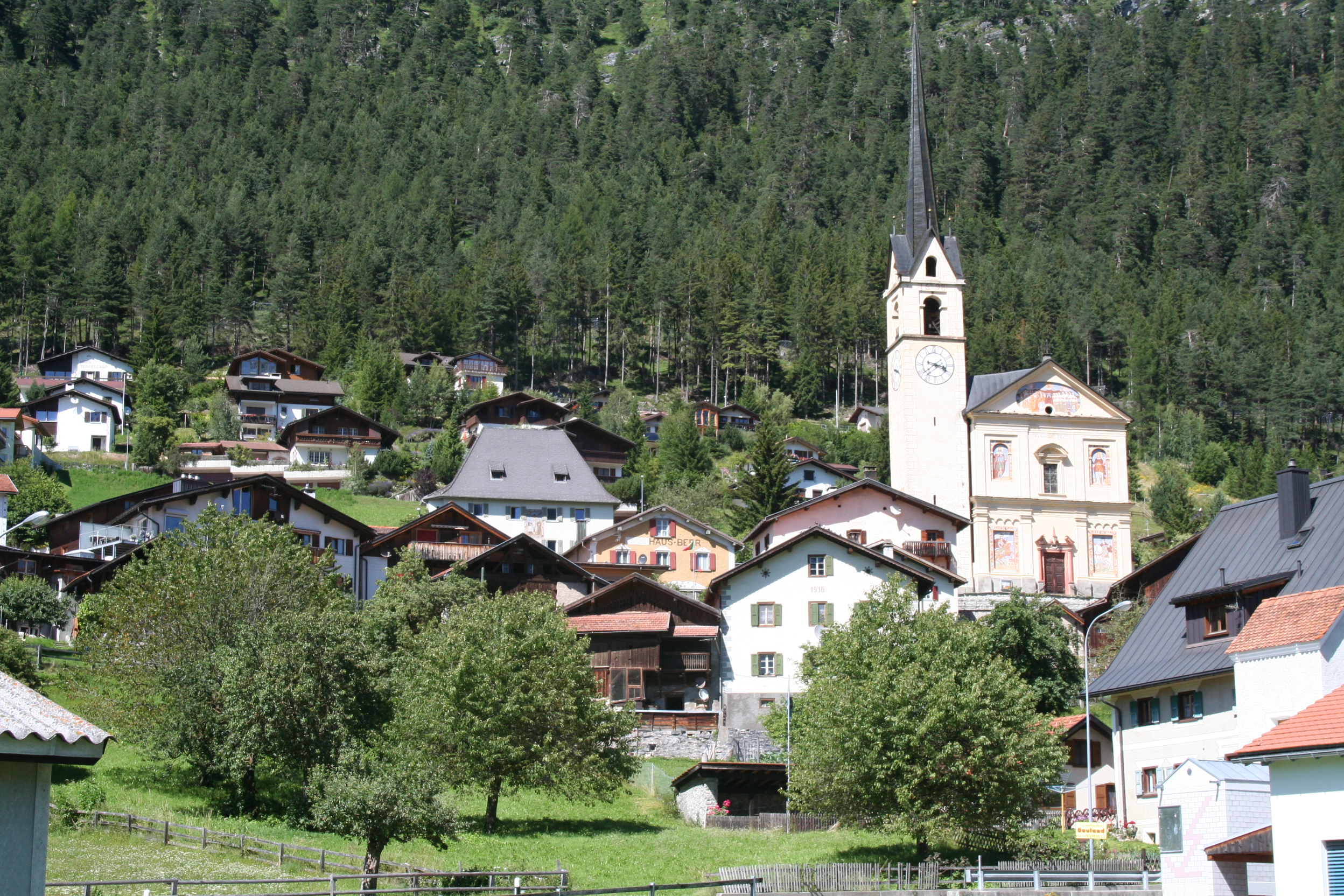
Vista de Alvaneu.